# Lucky Lekgwathi
Lucky Lekgwathi (Ga-Rankuwa, 1º aprile 1976) è un ex calciatore sudafricano, di ruolo difensore.

## Carriera

### Club
È il capitano dell'Orlando Pirates, squadra in cui gioca dal 2002.

### Nazionale
Con la nazionale sudafricana ha partecipato alla CONCACAF Gold Cup 2005.